# Discografia de Mýa
A discografia da cantora e atriz Mýa consiste em seis álbuns de estúdio, um mixtape, três extended play, vinte e oito singles, incluindo dez como artistas de destaque, dezessete participações em trilha sonora e trinta videoclipes. 

## Álbuns

### Álbuns de estúdio
| Ano  | Titulo                           | Detalhes                                                                                             |
| ---- | -------------------------------- | --- |
| 1998 | Mýa                              | - Lançado: 21 de abril de 1998 - Gravadora : Interscope - Formatos: CD , cassete                     |
| 2000 | Fear of Flying                   | - Lançado: 17 de janeiro de 2001 - Gravadora : Interscope - Formatos: CD, LP                         |
| 2003 | Moodring                         | - Lançamentos: 22 de julho de 2003 - Gravadora : A & M / Interscope - Formatos: CD, LP               |
| 2007 | Liberation                       | - Lançado: 22 de outubro de 2007 - Gravadora: Universal Motown - Formatos: Download Digital          |
| 2008 | Sugar & Spice                    | - Lançado: 03 de dezembro de 2008 - Gravadora : Manhattan /Planet 9 - Formatos: CD, download digital |
| 2011 | Keep It Sexy & Simple (K.I.S.S.) | - Lançado: 20 de abril de 2011 - Gravadora : Manhattan / Planet 9 - Formatos: CD, download digital   |
| 2016 | Smoove Jone                      | - Lançado: 14 de fevereiro de 2016 [30] - Gravadora : Planeta 9 - Formatos: CD, download digital     |

### Mixtapes
| Ano  | Titulo               | Detalhes |
| ---- | -------------------- | --- |
| 2009 | Beauty & The Streets | - Lançado: 29 de setembro de 2009 - Gravadora: Planet 9/ Rap-a-Lot Records/ Fontana Distribution - Formatos: CD, download digital |

### EPs
| Titulo               | Detalhes                                                                               |
| -------------------- | -------------------------------------------------------------------------------------- |
| With Love            | - Lançado: 14 de fevereiro de 2014 - Gravadora : Planet 9 - Formatos: Download Digital |
| Sweet XVI            | - Lançado: 21 de abril de 2014 - Gravadora: Planet 9 - Formatos: Download Digital      |
| Love Elevation Suite | - Lançado: 14 de fevereiro de 2015 - Gravadora : Planet 9 - Formatos: Download Digital |

## Singles
| Ano  | Título                                                                                        | Posições    | Posições        | Posições   | Álbum                                            |
| Ano  | Título                                                                                        | EUA Hot 100 | EUA R&B/Hip-Hop | RU Singles | Álbum                                            |
| ---- | --------------------------------------------------------------------------------------------- | ----------- | --------------- | ---------- | ------------------------------------------------ |
| 1998 | "It's All About Me" (participação de Sisqó)                                                   | #6          | #2              | -          | Mya                                              |
| 1998 | "Movin' On" (participação de Silkk Tha Shocker)                                               | #34         | #4              | -          | Mya                                              |
| 1998 | "Ghetto Supastar (That Is What You Are)" (Pras com participação de Ol' Dirty Bastard and Mya) | #15         | #8              | #2         | Ghetto Supastar, Bulworth (Soundtrack)           |
| 1998 | "Take Me There" (BLACKstreet e Mýa com participação de Mase e Blinky Blink)                   | #15         | #10             | #7         | Finally                                          |
| 1999 | "My First Night with You"                                                                     | #28         | #28             | -          | Mya                                              |
| 1999 | "Somebody Like Me" (Silkk The Shocker com participação de Mýa)                                | -           | #43             | -          | Made Man                                         |
| 2000 | "The Best of Me" (participação de Jadakiss)                                                   | #50         | #14             | -          | Fear of Flying                                   |
| 2000 | "The Best of Me" (Remix de Track Masters) (participação de Jay-Z)                             | -           | #35             | -          | DJ Clue: Backstage Mixtape                       |
| 2000 | "Case of the Ex"                                                                              | #2          | #10             | #3         | Fear of Flying                                   |
| 2001 | "Girls Dem Sugar" (Beenie Man com participação de Mya)                                        | #54         | #16             | #13        | Art & Life                                       |
| 2001 | "Free"                                                                                        | #42         | #52             | #11        | Bait (Soundtrack), Fear of Flying (Relançamento) |
| 2001 | "Lady Marmalade" (com Christina Aguilera, Lil' Kim e P!nk)                                    | #1          | #1              | #1         | Moulin Rouge! (Soundtrack)                       |
| 2003 | "My Love Is Like...Wo"                                                                        | #13         | #17             | #33        | Moodring                                         |
| 2003 | "Fallen"                                                                                      | #51         | #35             | #74        | Moodring                                         |
| 2006 | "Ayo" (participação de DJ Kool)                                                               | -           | #70             | #124       | Liberation                                       |
| 2007 | "Lock U Down" (participação de Lil Wayne)                                                     |             | #101            |            | Liberation                                       |
| 2007 | "Ridin'"                                                                                      |             | #57             |            | Liberation                                       |
| 2008 | "Paradise"                                                                                    |             | -               |            | Sugar & Spice                                    |
| 2008 | "Shy Guy"                                                                                     |             | -               |            | Sugar & Spice                                    |

### Como artista convidada
- 1999: "Somebody Like Me" (with Silkk The Shocker; from Made Man)
- 1999: "JOB" (with Foxy Brown; from Chyna Doll)
- 2000: "Girls Dem Sugar" (with Beenie Man; from Art & Life)
- 2001: "4 Shure (Remix)" (with Groove Theory & Jagged Edge; from The Answer)
- 2002: "Fair Xchange (Remix)" (with 2 Pac; from Better Dayz)
- 2002: "Thin Line (Remix)" (with Jurassic 5; from Power In Numbers)
- 2002: "I'll Be There" (with Ali Vegas; from Heir To The Throne (Mixtape)
- 2003: "Love Somebody (CINEMA Version II)" (with Yuji Oda; from 11 Colors)
- 2004: "Forever With You" (with Guy Sebastian; from Beautiful Life)
- 2005: "Leave That Boy Alone" (with Shortee Redd; from From Da Bottom Up}
- 2005: "We Won't Stop" {with Shortee Redd; from From Da Bottom Up)
- 2005: "Sugar Daddy" (with Cuban Link; from Chain Reaction)
- 2005: "Dreams" (unreleased) (with Mike Jones; from Who Is Mike Jones?)
- 2005: "Sexy" (with Ray-J; from Raydiation)
- 2006: "Matter of Time" (with Trae; from Restless)
- 2006: "4 Ever" (originally recorded with Mýa) (with Method Man; from 4:21... The Day After)
- 2006: "No Matter What They Say" (with Penelope Jones; from Untitled)
- 2006: "Bout It" (originally recorded with Mýa) (with Yung Joc; from Tapemasters Inc. - The Future Of RnB 10)
- 2006: "Close To You" (with Dionne Warwick; from My Friends and Me)
- 2007: "Hold N' Back" (with Marques Houston; from Veteran)
- 2007: "I Will Give It All to You" (with Vlad Topalov; from Odinokaya Zvezda)
- 2007: "Flippin'" (with Lil' Flip; from I Need Mine)

### Trilhas sonoras
- Bulworth ("Ghetto Superstar"; 1998)
- Belly ("Movin' Out" University Mix; 1998)
- Rugrats: The Rugrats Movie ("Take Me There"; 1998)
- Life ("Why Should I Believe You"; 1999)
- Bait ("Free"; 2000)
- Atlantis: The Lost Empire ("Where the Dream Takes You"; 2001)
- Moulin Rouge! ("Lady Marmalade"; 2001)
- Legally Blonde ("Sex Machine"; 2001)
- All About the Benjamins ("Cream Cheese"; 2002)
- James Bond 007: Everything or Nothing ("Everything or Nothing"; 2003 - Nesse jogo eletrônico, Mýa também dublou uma personagem baseada nela mesma - Mya Starling, uma cantora de jazz que trabalha para a NSA)
- Barbershop 2: Back in Business ("Fallen" Zone 4 Remix; 2004)
- Fat Albert ("Not Gonna Drop"; 2004)
- Dirty Dancing: Havana Nights ("Do You Only Wanna Dance"; 2004)
- Shall We Dance? ("Let's Dance"; 2004)

### Outras canções
- 2001: "What More Can I Give?" (Sobre os Ataques de 11 de Setembro)
- 2004: "Forever in Out Hearts" (Sobre Terremoto no Oceano Índico em 2004)
- 2005: "Come Together Now" (Sobre Furacão Katrina)